# Guillermo Vilas
Guillermo Vilas (Buenos Aires, 17 augustus 1952) is een Argentijns voormalig professioneel tennisser en winnaar van vier Grandslamtitels tussen 1977 en 1979. 
Vilas won de Franse Open Tenniskampioenschappen in 1977 (Roland Garros) en haalde daar in 1975, 1978 en 1982 de finale. In 1977 won hij tevens de US Open (dit toernooi werd toen voor de laatste keer op gravel gespeeld) en in 1978 en '79 triomfeerde hij op de Australian Open: vier Grandslamtitels. Vilas, linkshandig en beroemd om zijn intensieve trainingen van zes uur per dag, heeft op het snelle gras van Wimbledon nooit veel kunnen laten zien. Hij was een van de eerste spelers die zich specialiseerde op langzame banen. In 1977 won hij 46 wedstrijden op rij, nog altijd een record. Ook had hij een record van 53 wedstrijden op rij ongeslagen op gravel. Dat record is nu eigendom van Rafael Nadal: 81. In 1974 en 1975 won Vilas op 't Melkhuisje in Hilversum.
In 1991 werd hij opgenomen in de prestigieuze Tennis Hall of Fame.
Naast een succesvol tennisspeler is Vilas ook dichter en hij heeft meerdere bundels op zijn naam staan.

## Palmares
| Legenda                       | Legenda               |
| ----------------------------- | --------------------- |
| Grand Slam                    |                       |
| Olympische Spelen             |                       |
| tot 2009                      | vanaf 2009            |
| Tennis Masters Cup            | ATP Finals            |
| ATP Masters Series            | ATP Tour Masters 1000 |
| ATP International Series Gold | ATP Tour 500          |
| ATP International Series      | ATP Tour 250          |

### Enkelspel
| Nr.              | Jaar              | Toernooi               | Ondergrond    | Tegenstander in finale     | Score                      | Details |
| ---------------- | ----------------- | ---------------------- | ------------- | -------------------------- | -------------------------- | ------- |
| Gewonnen finales |                   |                        |               |                            |                            |         |
| 1.               | 25 november 1973  | ATP Buenos Aires (1)   | Gravel        | Björn Borg                 | 3-6, 6-7, 6-4, 6-6, opgave | Details |
| 2.               | 14 juli 1974      | ATP Gstaad (1)         | Gravel        | Manuel Orantes             | 6-1, 6-2                   | Details |
| 3.               | 21 juli 1974      | ATP Hilversum (1)      | Gravel        | Barry Phillips-Moore       | 6-4, 6-2, 1-6, 6-3         | Details |
| 4.               | 4 augustus 1974   | ATP Louisville (1)     | Gravel        | Jaime Fillol               | 6-4, 7-5                   | Details |
| 5.               | 18 augustus 1974  | ATP Toronto (1)        | Gravel        | Manuel Orantes             | 6-4, 6-2, 6-3              | Details |
| 6.               | 27 oktober 1974   | ATP Teheran (1)        | Gravel        | Raúl Ramírez               | 6-0, 6-3, 6-1              | Details |
| 7.               | 24 november 1974  | ATP Buenos Aires (2)   | Gravel        | Manuel Orantes             | 6-3, 0-6, 7-5, 6-2         | Details |
| 8.               | 15 december 1974  | Masters                | Gras          | Ilie Năstase               | 7-6, 6-2, 3-6, 3-6, 6-4    | Details |
| 9.               | 11 mei 1975       | ATP München-2 (1)      | Gravel        | Karl Meiler                | 2-6, 6-0, 6-2, 6-1         | Details |
| 10.              | 20 juli 1975      | ATP Hilversum (2)      | Gravel        | Zeljko Franulovic          | 6-4, 6-7, 6-2, 6-3         | Details |
| 11.              | 27 juli 1975      | ATP Washington-2 (1)   | Gravel        | Harold Solomon             | 6-1, 6-3                   | Details |
| 12.              | 3 augustus 1975   | ATP Louisville (2)     | Gravel        | Ilie Năstase               | 6-4, 6-3                   | Details |
| 13.              | 16 november 1975  | ATP Buenos Aires (3)   | Gravel        | Adriano Panatta            | 6-1, 6-4, 6-4              | Details |
| 14.              | 22 februari 1976  | ATP Saint Louis        | Tapijt (i)    | Vijay Amritraj             | 4-6, 6-0, 6-4              | Details |
| 15.              | 29 februari 1976  | ATP Fort Worth         | Hardcourt (i) | Phil Dent                  | 6-7(4), 6-1, 6-1           | Details |
| 16.              | 19 april 1976     | ATP Monte Carlo (1)    | Gravel        | Wojtek Fibak               | 6-1, 6-1, 6-4              | Details |
| 17.              | 23 augustus 1976  | ATP Toronto (2)        | Gravel        | Wojtek Fibak               | 6-4, 7-6, 6-2              | Details |
| 18.              | 21 november 1976  | ATP São Paulo-2        | Tapijt (i)    | José Higueras              | 6-3, 6-0                   | Details |
| 19.              | 28 november 1976  | ATP Buenos Aires (4)   | Gravel        | Jaime Fillol               | 6-2, 6-2, 6-3              | Details |
| 20.              | 13 februari 1977  | ATP Springfield        | Tapijt (i)    | Stan Smith                 | 3-6, 6-0, 6-3, 6-2         | Details |
| 21.              | 17 april 1977     | ATP Buenos Aires-1 (5) | Gravel        | Wojtek Fibak               | 6-4, 6-3, 6-0              | Details |
| 22.              | 23 april 1977     | ATP Virginia Beach     | Gravel        | Ilie Năstase               | 6-2, 4-6, 6-2              | Details |
| 23.              | 5 juni 1977       | Roland Garros          | Gravel        | Brian Gottfried            | 6-0, 6-3, 6-0              | Details |
| 24.              | 17 juli 1977      | ATP Kitzbühel (1)      | Gravel        | Jan Kodeš                  | 5-7, 6-2, 4-6, 6-3, 6-2    | Details |
| 25.              | 24 juli 1977      | ATP Washington-2 (2)   | Gravel        | Brian Gottfried            | 6-4, 7-5                   | Details |
| 26.              | 1 augustus 1977   | ATP Louisville (3)     | Gravel        | Eddie Dibbs                | 1-6, 6-0, 6-1              | Details |
| 27.              | 8 augustus 1977   | ATP South Orange (1)   | Gravel        | Roscoe Tanner              | 6-4, 6-1                   | Details |
| 28.              | 14 augustus 1977  | ATP Columbus           | Gravel        | Brian Gottfried            | 6-2, 6-1                   | Details |
| 29.              | 11 september 1977 | US Open                | Gravel        | Jimmy Connors              | 2-6, 6-3, 7-6, 6-0         | Details |
| 30.              | 25 september 1977 | ATP Parijs-1           | Gravel        | Christopher Roger-Vasselin | 6-2, 6-1, 7-6              | Details |
| 31.              | 9 oktober 1977    | ATP Teheran (2)        | Gravel        | Eddie Dibbs                | 6-2, 6-4, 1-6, 6-1         | Details |
| 32.              | 13 november 1977  | ATP Bogota             | Gravel (i)    | José Higueras              | 6-1, 6-2, 6-3              | Details |
| 33.              | 20 november 1977  | ATP Santiago           | Gravel        | Jaime Fillol               | 6-0, 2-6, 6-4              | Details |
| 34.              | 26 november 1977  | ATP Buenos Aires-2 (6) | Gravel        | Jaime Fillol               | 6-2, 7-5, 3-6, 6-3         | Details |
| 35.              | 6 december 1977   | ATP Johannesburg-2     | Hardcourt     | Buster C. Mottram          | 7-6, 6-3, 6-4              | Details |
| 36.              | 21 mei 1978       | ATP Hamburg            | Gravel        | Wojtek Fibak               | 6-2, 6-4, 6-2              | Details |
| 37.              | 28 mei 1978       | ATP München (2)        | Gravel        | Buster C. Mottram          | 6-1, 6-3, 6-3              | Details |
| 38.              | 16 juli 1978      | ATP Gstaad (2)         | Gravel        | José Luis Clerc            | 6-3, 7-6, 6-4              | Details |
| 39.              | 6 augustus 1978   | ATP South Orange (2)   | Gravel        | José Luis Clerc            | 6-1, 6-3                   | Details |
| 40.              | 1 oktober 1978    | ATP Aix-en-Provence    | Gravel        | José Luis Clerc            | 6-3, 6-0, 6-3              | Details |
| 41.              | 29 oktober 1978   | ATP Bazel              | Hardcourt (i) | John McEnroe               | 6-3, 5-7, 7-5, 6-4         | Details |
| 42.              | 3 januari 1979    | Australian Open (1)    | Gras          | John Marks                 | 6-4, 6-4, 3-6, 6-3         | Details |
| 43.              | 7 januari 1979    | ATP Hobart             | Hardcourt     | Mark Edmondson             | 6-4, 6-4                   | Details |
| 44.              | 22 juli 1979      | ATP Washington-2 (3)   | Gravel        | Víctor Pecci               | 7-6, 7-6                   | Details |
| 45.              | 25 november 1979  | ATP Buenos Aires (7)   | Gravel        | José Luis Clerc            | 6-1, 6-2, 6-2              | Details |
| 46.              | 2 januari 1980    | Australian Open (2)    | Gras          | John Sadri                 | 7-6, 6-3, 6-2              | Details |
| 47.              | 19 mei 1980       | ATP Rome               | Gravel        | Yannick Noah               | 6-0, 6-4, 6-4              | Details |
| 48.              | 21 juli 1980      | ATP Kitzbühel (2)      | Gravel        | Ivan Lendl                 | 6-3, 6-2, 6-2              | Details |
| 49.              | 8 september 1980  | ATP Palermo            | Gravel        | Paul McNamee               | 6-4, 6-0, 6-0              | Details |
| 50.              | 2 februari 1981   | ATP Mar del Plata      | Gravel        | Víctor Pecci               | 2-6, 6-3, 2-1, opgave      | Details |
| 51.              | 9 maart 1981      | ATP Caïro              | Gravel        | Peter Elter                | 6-2, 6-3                   | Details |
| 52.              | 6 april 1981      | ATP Houston            | Gravel        | Sammy Giammalva            | 6-2, 6-4                   | Details |
| 53.              | 1 februari 1982   | ATP Buenos Aires (8)   | Gravel        | Alejandro Ganzabal         | 6-2, 6-4                   | Details |
| 54.              | 21 maart 1982     | ATP Rotterdam          | Tapijt (i)    | Jimmy Connors              | 0-6, 6-2, 6-4              | Details |
| 55.              | 22 maart 1982     | ATP Milaan             | Gravel        | Jimmy Connors              | 6-3, 6-3                   | Details |
| 56.              | 5 april 1982      | ATP Monte Carlo (2)    | Gravel        | Ivan Lendl                 | 6-1, 7-6, 6-3              | Details |
| 57.              | 26 april 1982     | ATP Madrid             | Gravel        | Ivan Lendl                 | 6-7, 4-6, 6-0, 6-3, 6-3    | Details |
| 58.              | 12 juli 1982      | ATP Boston             | Gravel        | Mel Purcell                | 6-4, 6-0                   | Details |
| 59.              | 19 juli 1982      | ATP Kitzbühel (3)      | Gravel        | Marcos Hocevar             | 7-6, 6-1                   | Details |
| 60.              | 13 februari 1983  | ATP Richmond           | Tapijt (i)    | Steve Denton               | 6-3, 7-5, 6-4              | Details |
| 61.              | 27 februari 1983  | ATP Delray Beach       | Gravel        | Pavel Složil               | 6-1, 6-4, 6-0              | Details |
| 62.              | 18 juli 1983      | ATP Kitzbühel (4)      | Gravel        | Henri Leconte              | 7-6, 6-4, 6-4              | Details |
| Verloren finales |                   |                        |               |                            |                            |         |
| 1.               | 6 augustus 1972   | ATP Cincinnati         | Gravel        | Jimmy Connors              | 3-6, 3-6                   | Details |
| 2.               | 1 december 1972   | ATP Buenos Aires (1)   | Gravel        | Karl Meiler                | 7-6, 6-2, 4-6, 4-6, 4-6    | Details |
| 3.               | 28 juli 1974      | ATP Washington-2 (1)   | Gravel        | Harold Solomon             | 6-1, 3-6, 4-6              | Details |
| 4.               | 15 juni 1975      | Roland Garros (1)      | Gravel        | Björn Borg                 | 2-6, 3-6, 4-6              | Details |
| 5.               | 24 augustus 1975  | ATP Boston             | Gravel        | Björn Borg                 | 3-6, 4-6, 2-6              | Details |
| 6.               | 28 september 1975 | ATP San Francisco      | Tapijt (i)    | Arthur Ashe                | 0-6, 6-7(4)                | Details |
| 7.               | 4 april 1976      | ATP São Paulo          | Tapijt (i)    | Björn Borg                 | 6-7(4), 2-6                | Details |
| 8.               | 9 mei 1976        | WCT Finals             | Tapijt (i)    | Björn Borg                 | 6-1, 1-6, 5-7, 1-6         | Details |
| 9.               | 30 mei 1976       | ATP Rome-2 (1)         | Gravel        | Adriano Panatta            | 6-2, 6-7, 2-6, 6-7         | Details |
| 10.              | 9 januari 1977    | Australian Open-1      | Gras          | Roscoe Tanner              | 3-6, 3-6, 3-6              | Details |
| 11.              | 23 januari 1977   | ATP Baltimore (1)      | Tapijt (i)    | Brian Gottfried            | 3-6, 6-7                   | Details |
| 12.              | 27 februari 1977  | ATP Palm Springs       | Hardcourt     | Brian Gottfried            | 6-2, 1-6, 3-6              | Details |
| 13.              | 3 april 1977      | ATP Nice               | Gravel        | Björn Borg                 | 4-6, 6-1, 2-6, 0-6         | Details |
| 14.              | 2 oktober 1977    | ATP Aix-en-Provence    | Gravel        | Ilie Năstase               | 1-6, 5-7, opgave           | Details |
| 15.              | 11 juni 1978      | Roland Garros (2)      | Gravel        | Björn Borg                 | 1-6, 1-6, 3-6              | Details |
| 16.              | 4 februari 1979   | ATP Richmond           | Tapijt (i)    | Björn Borg                 | 3-6, 1-6                   | Details |
| 17.              | 1 april 1979      | ATP Stuttgart          | Hardcourt (i) | Wojtek Fibak               | 2-6, 2-6, 6-3, 2-6         | Details |
| 18.              | 27 mei 1979       | ATP Rome (2)           | Gravel        | Vitas Gerulaitis           | 7-6, 6-7, 7-6, 4-6, 2-6    | Details |
| 19.              | 12 augustus 1979  | ATP Indianapolis       | Gravel        | Jimmy Connors              | 1-6, 2-6, 4-6              | Details |
| 20.              | 21 oktober 1979   | ATP Sydney indoor      | Hardcourt (i) | Vitas Gerulaitis           | 6-4, 3-6, 1-6, 6-7         | Details |
| 21.              | 31 maart 1980     | ATP Monte Carlo        | Gravel        | Björn Borg                 | 1-6, 0-6, 2-6              | Details |
| 22.              | 12 mei 1980       | ATP Hamburg            | Gravel        | Harold Solomon             | 7-6, 2-6, 4-6, 6-2, 3-6    | Details |
| 23.              | 29 september 1980 | ATP Madrid             | Gravel        | José Luis Clerc            | 3-6, 6-1, 6-1, 4-6, 2-6    | Details |
| 24.              | 6 oktober 1980    | ATP Barcelona (1)      | Gravel        | Ivan Lendl                 | 4-6, 7-5, 4-6, 6-4, 1-6    | Details |
| 25.              | 19 juli 1981      | ATP Kitzbühel          | Gravel        | John Fitzgerald            | 6-3, 3-6, 5-7              | Details |
| 26.              | 20 juli 1981      | ATP Washington (2)     | Gravel        | José Luis Clerc            | 5-7, 2-6                   | Details |
| 27.              | 2 augustus 1981   | ATP North Conway       | Gravel        | José Luis Clerc            | 3-6, 2-6                   | Details |
| 28.              | 5 oktober 1981    | ATP Barcelona (2)      | Gravel        | Ivan Lendl                 | 0-6, 3-6, 0-6              | Details |
| 29.              | 16 november 1981  | ATP Buenos Aires (2)   | Gravel        | Ivan Lendl                 | 1-6, 2-6                   | Details |
| 30.              | 24 mei 1982       | Roland Garros (3)      | Gravel        | Mats Wilander              | 6-1, 6-7, 0-6, 4-6         | Details |
| 31.              | 5 juli 1982       | ATP Gstaad             | Gravel        | José Luis Clerc            | 1-6, 3-6, 2-6              | Details |
| 32.              | 4 oktober 1982    | ATP Barcelona (3)      | Gravel        | Mats Wilander              | 3-6, 4-6, 3-6              | Details |
| 33.              | 7 november 1982   | ATP Baltimore (2)      | Tapijt (i)    | Paul McNamee               | 6-4, 5-7, 5-7, 6-2, 3-6    | Details |
| 34.              | 22 november 1982  | ATP Johannesburg       | Hardcourt     | Vitas Gerulaitis           | 6-7, 2-6, 6-4, 6-7         | Details |
| 35.              | 14 maart 1983     | ATP Rotterdam          | Hardcourt (i) | Gene Mayer                 | 1-6, 6-7                   | Details |
| 36.              | 11 april 1983     | ATP Hilton Head        | Gravel        | Ivan Lendl                 | 2-6, 1-6, 0-6              | Details |
| 37.              | 3 oktober 1983    | ATP Barcelona (4)      | Gravel        | Mats Wilander              | 0-6, 3-6, 1-6              | Details |
| 38.              | 11 mei 1986       | ATP Forest Hills       | Gravel        | Yannick Noah               | 6-7, 0-6                   | Details |

### Dubbelspel
| Nr.                              | Jaar             | Toernooi               | Ondergrond | Partner           | Tegenstanders in finale               | Score              | Details |
| -------------------------------- | ---------------- | ---------------------- | ---------- | ----------------- | ------------------------------------- | ------------------ | ------- |
| Gewonnen finales herendubbelspel |                  |                        |            |                   |                                       |                    |         |
| 1.                               | 25 november 1973 | ATP Buenos Aires (1)   | Gravel     | Ricardo Cano      | Patricio Cornejo Iván Molina          | 7-6, 6-3           | Details |
| 2.                               | 21 juli 1974     | ATP Hilversum (1)      | Gravel     | Tito Vásquez      | Elio Lito Álvarez Julián Ganzábal     | 6-2, 3-6, 6-1, 6-2 | Details |
| 3.                               | 18 augustus 1974 | ATP Toronto-2          | Gravel     | Manuel Orantes    | Jürgen Fassbender Hans-Jürgen Pohmann | 6-1, 2-6, 6-2      | Details |
| 4.                               | 27 oktober 1974  | ATP Teheran (1)        | Gravel     | Manuel Orantes    | Brian Gottfried Raúl Ramírez          | 7-6, 2-6, 6-2      | Details |
| 5.                               | 24 november 1974 | ATP Buenos Aires (2)   | Gravel     | Manuel Orantes    | Patricio Cornejo Jaime Fillol         | 6-4, 6-3           | Details |
| 6.                               | 20 juli 1975     | ATP Hilversum (2)      | Gravel     | Wojtek Fibak      | Željko Franulović John Lloyd          | 6-4, 6-3           | Details |
| 7.                               | 3 augustus 1975  | ATP Louisville         | Gravel     | Wojtek Fibak      | Anand Amritraj Vijay Amritraj         |                    | Details |
| 8.                               | 19 oktober 1975  | ATP Barcelona-3        | Gravel     | Björn Borg        | Wojtek Fibak Karl Meiler              | 3-6, 6-4, 6-3      | Details |
| 9.                               | 23 januari 1977  | ATP Baltimore          | Tapijt (i) | Ion Ţiriac        | Ross Case Jan Kodeš                   | 6-3, 6-7, 6-4      | Details |
| 10.                              | 3 april 1977     | ATP Nice (1)           | Gravel     | Ion Ţiriac        | Chris Kachel Chris Lewis              | 6-4, 6-1           | Details |
| 11.                              | 9 oktober 1977   | ATP Teheran (2)        | Gravel     | Ion Ţiriac        | Bob Hewitt Frew McMillan              | 1-6, 6-1, 6-4      | Details |
| 12.                              | 26 november 1977 | ATP Buenos Aires-2 (3) | Gravel     | Ion Ţiriac        | Ricardo Cano Antonio Muñoz            | 6-4, 6-0           | Details |
| 13.                              | 28 mei 1978      | ATP München            | Gravel     | Ion Ţiriac        | Jürgen Fassbender Tom Okker           | 3-6, 6-4, 7-6      | Details |
| 14.                              | 1 oktober 1978   | ATP Nice (2)           | Gravel     | Ion Ţiriac        | Jan Kodeš Tomáš Šmíd                  | 7-6, 6-1           | Details |
| 15.                              | 25 maart 1979    | ATP San José-1         | Hardcourt  | Ion Ţiriac        | Anand Amritraj Colin Dibley           | 6-4, 2-6, 6-4      | Details |
| 16.                              | 5 augustus 1979  | ATP North Conway       | Gravel     | Ion Ţiriac        | John Sadri Tim Wilkison               | 6-4, 7-6           | Details |
| Verloren finales herendubbelspel |                  |                        |            |                   |                                       |                    |         |
| 1.                               | 20 oktober 1974  | ATP Barcelona-2        | Gravel     | Manuel Orantes    | Juan Gisbert Ilie Năstase             | 6-3, 0-6, 2-6      | Details |
| 2.                               | 19 april 1976    | ATP Monte Carlo        | Gravel     | Björn Borg        | Wojtek Fibak Karl Meiler              | 6-7(5), 1-6        | Details |
| 3.                               | 13 februari 1977 | ATP Springfield        | Tapijt (i) | Ion Ţiriac        | Bob Hewitt Frew McMillan              | 6-7, 2-6           | Details |
| 4.                               | 17 april 1977    | ATP Buenos Aires-1     | Gravel     | Elio Lito Álvarez | Wojtek Fibak Ion Ţiriac               | 5-7, 6-0, 6-7      | Details |
| 5.                               | 8 augustus 1977  | ATP South Orange (1)   | Gravel     | Ion Ţiriac        | Colin Dibley Wojtek Fibak             | 1-6, 5-7           | Details |
| 6.                               | 6 augustus 1978  | ATP South Orange (2)   | Gravel     | Ion Ţiriac        | Peter Fleming John McEnroe            | 3-6, 3-6           | Details |
| 7.                               | 5 november 1978  | ATP Parijs             | Gravel     | Ion Ţiriac        | Bruce Manson Andrew Pattison          | 6-7, 2-6           | Details |
| 8.                               | 7 januari 1979   | ATP Hobart             | Hardcourt  | Ion Ţiriac        | Phil Dent Bob Giltinan                | 6-8                | Details |
| 9.                               | 4 februari 1979  | ATP Richmond           | Tapijt (i) | Ion Ţiriac        | Brian Gottfried John McEnroe          | 4-6, 3-6           | Details |
| 10.                              | 15 juli 1979     | ATP Gstaad             | Gravel     | Ion Ţiriac        | Mark Edmondson John Marks             | 6-2, 1-6, 4-6      | Details |

## Prestatietabel
| Legenda | Legenda                          |
| ------- | -------------------------------- |
| g.t.    | geen toernooi gehouden           |
| l.c.    | lagere categorie                 |
| –       | niet deelgenomen                 |
| G       | uitgeschakeld in de groepsfase   |
| 1R      | uitgeschakeld in de eerste ronde |
| 2R      | uitgeschakeld in de tweede ronde |
| 3R      | uitgeschakeld in de derde ronde  |
| 4R      | uitgeschakeld in de vierde ronde |
| KF      | uitgeschakeld in de kwartfinale  |
| HF      | uitgeschakeld in de halve finale |
| F       | de finale verloren               |
| W       | het toernooi gewonnen            |
| w-v     | winst/verlies-balans             |

### Prestatietabel grand slam, enkelspel

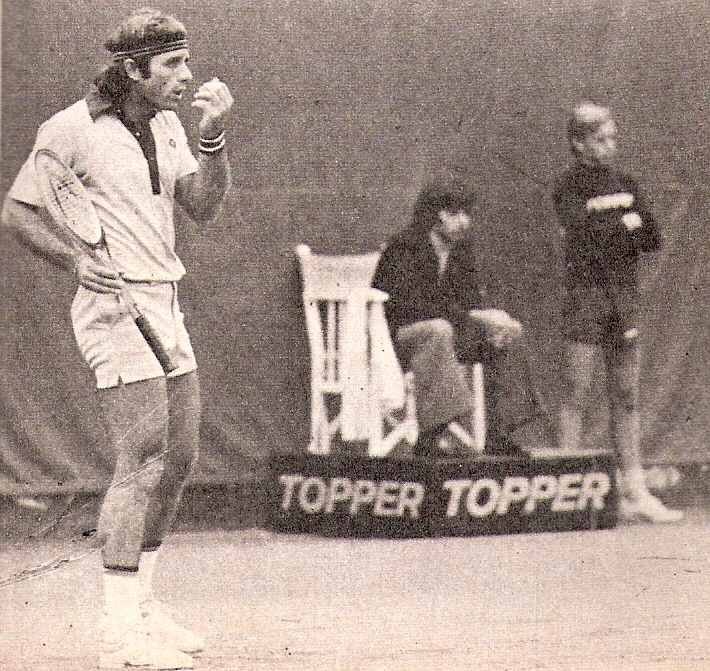
Vilas in 1977

| Toernooi        | 1970 | 1972 | 1973 | 1974 | 1975 | 1976 | 1977 | 1977 | 1978 | 1979 | 1980 | 1981 | 1982 | 1983 | 1984 | 1985 | 1986 | 1987 | 1988 | 1989 |
| --------------- | ---- | ---- | ---- | ---- | ---- | ---- | ---- | ---- | ---- | ---- | ---- | ---- | ---- | ---- | ---- | ---- | ---- | ---- | ---- | ---- |
| Australian Open | –    | –    | –    | –    | –    | –    | F    | –    | W    | W    | HF   | 4R   | –    | –    | –    | –    | –    | –    | –    | –    |
| Roland Garros   | –    | 4R   | 3R   | 3R   | F    | KF   | W    | W    | F    | KF   | KF   | 4R   | F    | KF   | 1R   | 2R   | KF   | 2R   | 2R   | 1R   |
| Wimbledon       | 1R   | 1R   | –    | 3R   | KF   | KF   | 3R   | 3R   | 3R   | 2R   | –    | 1R   | –    | 1R   | –    | –    | 1R   | –    | –    | –    |
| US Open         | –    | 2R   | 1R   | 4R   | HF   | HF   | W    | W    | 4R   | 4R   | 4R   | 4R   | HF   | 3R   | 3R   | 2R   | 1R   | –    | –    | –    |

### Prestatietabel grand slam, dubbelspel
| Toernooi        | 1972 | 1973 | 1974 | 1975 | 1976 | 1977 | 1977 |
| --------------- | ---- | ---- | ---- | ---- | ---- | ---- | ---- |
| Australian Open | –    | –    | –    | –    | –    | 2R   | –    |
| Roland Garros   | 2R   | 2R   | KF   | HF   | –    | –    | –    |
| Wimbledon       | 1R   | –    | 1R   | 2R   | 3R   | –    | –    |
| US Open         | –    | –    | 1R   | KF   | 3R   | –    | –    |